# Everybody's Jealous
「Everybody's Jealous」（エブリバディーズ・ジェラス）は、TRUE KiSS DESTiNATiONが1999年8月25日にリリースした4枚目（メジャーデビュー以前から通算すると9枚目）のシングル。

## 解説

### Everybody's Jealous
既発アルバム『TRUE KiSS DESTiNATiON』からのシングルカット。
本作は1998年にfactoryorumokよりリリースされた『ORUMOK COMPILATION 1995 to 1998』に収録されている楽曲「Friday nite」（作詞：マーク・パンサー、作曲・編曲：小室哲哉）の歌詞の一部とアレンジを変更したものである。原曲では間奏にマークのラップがあったが本作では削除されている。
シングルの1曲目に新規アレンジとして収録された「Mixture with Canon in D」は、ヨハン・パッヘルベルの「カノン」・プロコル・ハルムの「青い影」のメロディと構成を引用し、サンプリングしている。なお、『TRUE KiSS DESTiNATiON』収録のバージョンは3曲目に「Original Mix」として収録されている。

### Love Obligation
2人組のヒップホップユニット「Infamous Syndicate」とコラボレーションしている。「Girls, be ambitious!」とリズムの素材が一緒であり、同時進行で制作した。
本作はアルバムには収録されておらず、このシングルでしか聴くことができない。

## 収録曲
| 全作曲・編曲: 小室哲哉。 |                                                                |                                |            |      |
| #                        | タイトル                                                       | 作詞                           | 作曲・編曲 | 時間 |
| 1.                       | 「Everybody's Jealous -Mixture with Canon in D-」              | 小室哲哉・MARC                 | 小室哲哉   | 6:35 |
| 2.                       | 「Love Obligation (featuring Infamous Syndicate)」             | Rashawnna Guy・Lateefa Harland | 小室哲哉   | 3:23 |
| 3.                       | 「Everybody’s Jealous -Original Mix-」                         | 小室哲哉・MARC                 | 小室哲哉   | 6:43 |
| 4.                       | 「Everybody’s Jealous -Mixture with Canon in D Instrumental-」 |                                | 小室哲哉   | 6:34 |
| 合計時間:                | 合計時間:                                                      | 合計時間:                      | 23:15      |      |

備考
本作のクレジットでは作詞が小室の単独名義となっているが、本項ではJASRACの登録情報に基づいて記述した。

## クレジット
- Produced, Performed : 小室哲哉
- Backing Vocals : Kia Jeffries
- Mixed : "Bassy" Bob Brockman
- Recorded : Phil Pagano
- Art Direction, Design : たけだゆか, ntblack, Take A'
- Photo : 藤代冥砂

## 収録アルバム
Everybody's Jealous
- TRUE KiSS DESTiNATiON（オリジナルバージョン）
- GRAVITY（本作の「Mixture with Canon in D」を収録）